# 漢諾威鎮區 (密歇根州傑克遜縣)
漢諾威鎮區（英語：Hanover Township）是位於美國密歇根州傑克遜縣的一個行政鎮區。

## 地方資料
漢諾威鎮區的面積為92.67平方千米，當中陸地面積為90.24平方千米，而水域面積為2.43平方千米。根據2020年美國人口普查的數據，當地共有人口3662人，而人口密度為每平方千米39.52人。